# Joan Galtayres
Joan Galtayres era membre d'una família d'orgueners catalans del segle XVII formada per ell i el seu nebot, Francesc Galtayres.
Va treballar amb el seu nebot, Francesc, en moltes de les seves obres; l'any 1630 va compondre ell sol l'orgue de l'església d'Igualada (Barcelona).